# مانويل خيمينيز (لاعب كرة قدم)
مانويل خيمينيز (بالإسبانية: Manuel Jiménez Nolasco)‏ هو لاعب كرة قدم مكسيكي في مركز الدفاع، ولد في 23 أبريل 1992. لعب مع نادي تشياباس.